# Blijnemelnitxni
Blijnemelnitxni (en rus: Ближнемельничный) és un poble (un khútor) de l'óblast de Volgograd, a Rússia, segons el cens del 2010 tenia 106 habitants.